# Kāmoke
Kāmoke là một thành phố thuộc quận Gujranwala của Punjab, Pakistan. Thành phố có dân số ước tính 167.300 người. Đây là thành phố lớn thứ 25 quốc gia này. Thành phố là thủ phủ của Kamoke Tehsil. Thành phố nằm ở Grand Trunk Road 21 km so với Gujranwala và 44 km so với Lahore.